# Roger-Henri-Eugène-Philippe Bierre
Roger-Henri-Eugène-Philippe Bierre, francoski general, * 1894, † 1959.